# 野辺山駅
野辺山駅（のべやまえき）は、長野県南佐久郡南牧村大字野辺山にある、東日本旅客鉄道（JR東日本）小海線の駅である。小海線内では長野県最南端に位置する。

## 概要

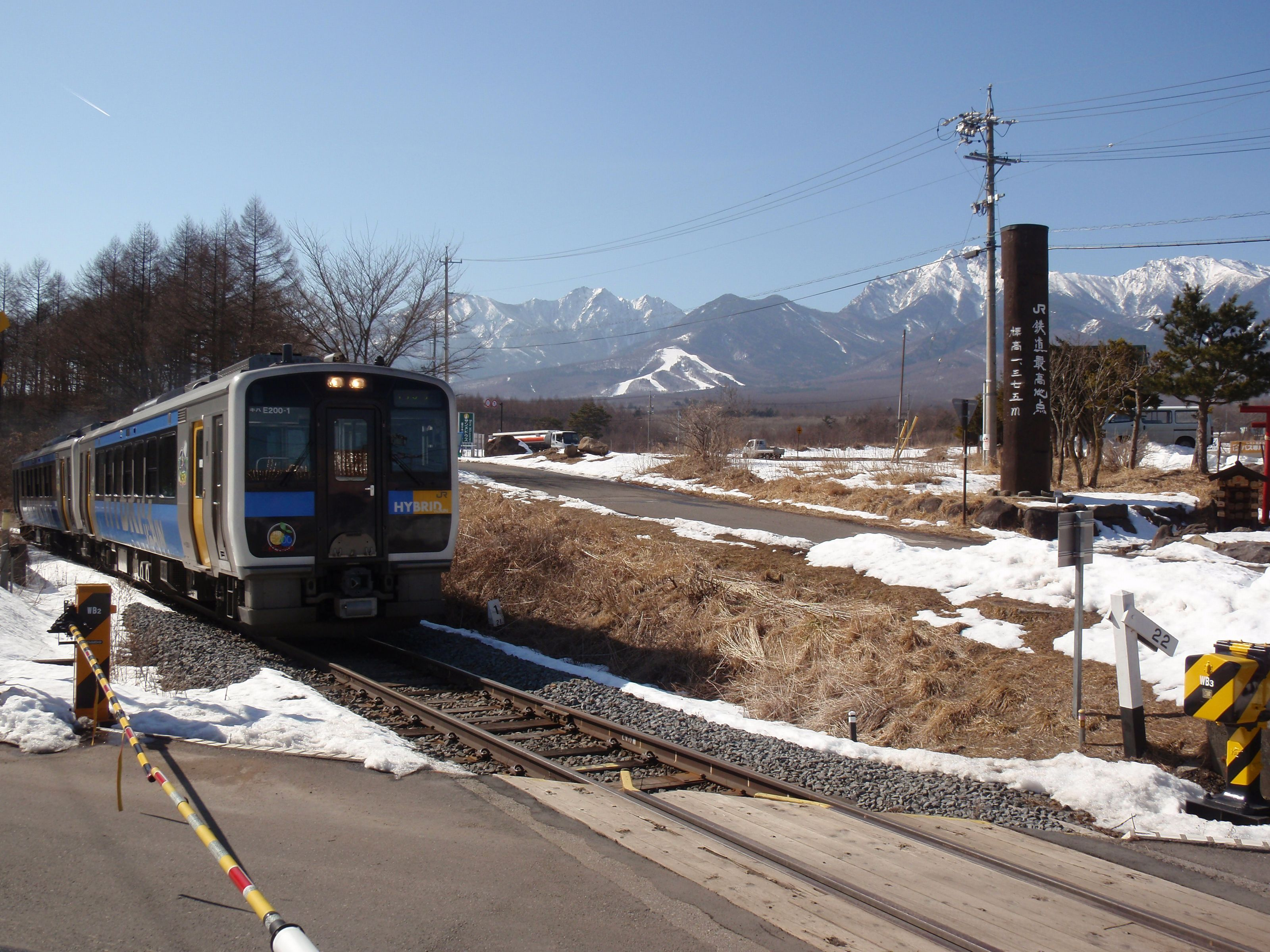
JR最高地点碑と列車（清里 - 野辺山間 2011年2月）

駅の標高は1,345.67 mで、JRグループの駅および日本の普通鉄道の駅としては日本一高い地点に位置する。隣接する清里駅との間にJRグループの最高標高地点（1,375 m）がある。
なお、日本の最高標高の駅は鋼索鉄道を含めると立山黒部貫光黒部ケーブルカーの黒部平駅（1,828 m）、索道を含めると中央アルプス観光駒ヶ岳ロープウェイの千畳敷駅（2,612 m）となる。また、世界最高標高の鉄道駅は中国チベット自治区のタングラ駅（5,068.63 m）である。
当駅は、開業以来、普通鉄道で日本の最高標高の駅となっており、それまでは1960年（昭和35年）4月に廃止された草軽電気鉄道の国境平駅（1,280 m）が最高であった。
国鉄時代から「国鉄一高い駅」と「国鉄一深い駅」の縁で総武快速線馬喰町駅と友好関係にある（ただし、馬喰町駅については、東京駅京葉線ホームや2014年（平成26年）3月に廃止された吉岡海底駅の開業に伴い、最も深い駅ではなくなっている）。
1935年（昭和35年）開業時の初代駅舎は、当時の建築の流行に沿った流面形状のヴォールト型で、全体を白セメントで仕上げ、独立した屋根を持たない形式だった。開業当時にはたびたび美しい駅舎として記録されている。構造も特異で、古レールを鉄筋として下板を張り、その上にラス（金網）を張ってモルタルで固めていた。しかし、モルタルによる瓦なしのヴォールト構造が災いして早くから雨漏り・ひび割れが生じ、築15年にも満たない1948年（昭和23年）に、通常の木造駅舎への改築を余儀なくされた。2代目駅舎は初代ほど個性的ではないものの、ローカル線の木造駅舎としては建物の棟を高く作っていることが特徴だった。
現在の駅舎は1983年（昭和58年）に完成した3代目で、観光地に隣接する駅らしく尖塔を付けるなどの演出がされているが、正面玄関エントランス付近擁壁の独特な曲面などは初代駅舎のモチーフを踏まえたデザインである。なお、2024年度（令和6年度）に、当駅が所在する南牧村がJR東日本長野支社による当駅の無人化に関する打診に伴い、当駅の駅舎や敷地の購入に向けた交渉の実施が予定されている。

## 歴史
- 1935年（昭和10年）11月29日：鉄道省小海線清里駅 - 信濃川上駅間開業（全通）に伴い開業（一般駅）[10]。
- 1976年（昭和51年）10月3日：甲斐大泉駅との間でヤスデが大量発生。当駅で折り返し運転を実施（ヤスデの発生による運休は初）[11]。
- 1978年（昭和53年）9月22日：貨物の取り扱いを廃止[12]。
- 1981年（昭和56年）3月22日：業務委託駅となる[13]。
- 1983年（昭和58年）
  - 3月16日：新駅舎が完成し、供用を開始[14]。
  - 3月25日：新駅舎完成の記念セレモニーが行われる[8][14]。
- 1984年（昭和59年）2月1日：荷物の扱いを廃止[15]。
- 1985年（昭和60年）4月：直営駅となる[16]。
- 1987年（昭和62年）4月1日：国鉄分割民営化により、東日本旅客鉄道（JR東日本）の駅となる[12]。
- 2014年（平成26年）4月1日：ICカード「Suica」の利用が可能となる（小淵沢方面のみ）[17]。東京近郊区間に編入される[17]。
- 2018年（平成30年）
  - 10月31日：みどりの窓口の営業を終了[18][19]。
  - 12月1日：業務委託化[19]。
- 2020年（令和2年）3月：駅舎を一部改装[20]。
- 2022年（令和4年）12月22日：駅構内に受験生の合格を祈願する「ハイレール神社」を受験シーズンに限り設置[21]。
- 2025年（令和7年）
  - 3月26日：指定席券売機を撤去[22]。
  - 3月27日：終日無人化[23]。
  - 4月1日：簡易委託化[3]。

## 駅構造
相対式ホーム2面2線を有する地上駅である。かつては単式・島式混合の2面3線を有していたが、2023年（令和5年）9月現在は2面2線での運用である。互いのホームは構内踏切で連絡している。このほか、留置線を備える。
南牧村が受託し、南牧村振興公社が窓口業務を行う簡易委託駅である（中込駅管理）。乗車券、自由席特急券、通学・通勤定期券の購入が可能であるが、指定席券は購入できない。簡易Suica改札機が設置されている。トイレは駅に隣接した公園に設置されており、多機能トイレを併設した男女別水洗式である。

### のりば
| 番線 | 路線    | 方向 | 行先             | 備考                  |
| ---- | ------- | ---- | ---------------- | --------------------- |
| 1    | ■小海線 | 下り | 小海・中込方面   |                       |
| 1    | ■小海線 | 上り | 清里・小淵沢方面 | 定期列車は始発2本のみ |
| 2    | ■小海線 | 上り | 清里・小淵沢方面 |                       |

- 朝5時台、昼12時台に当駅始発・小淵沢行列車が設定されているほか、臨時普通八ヶ岳高原列車にも当駅発着が設定されている。

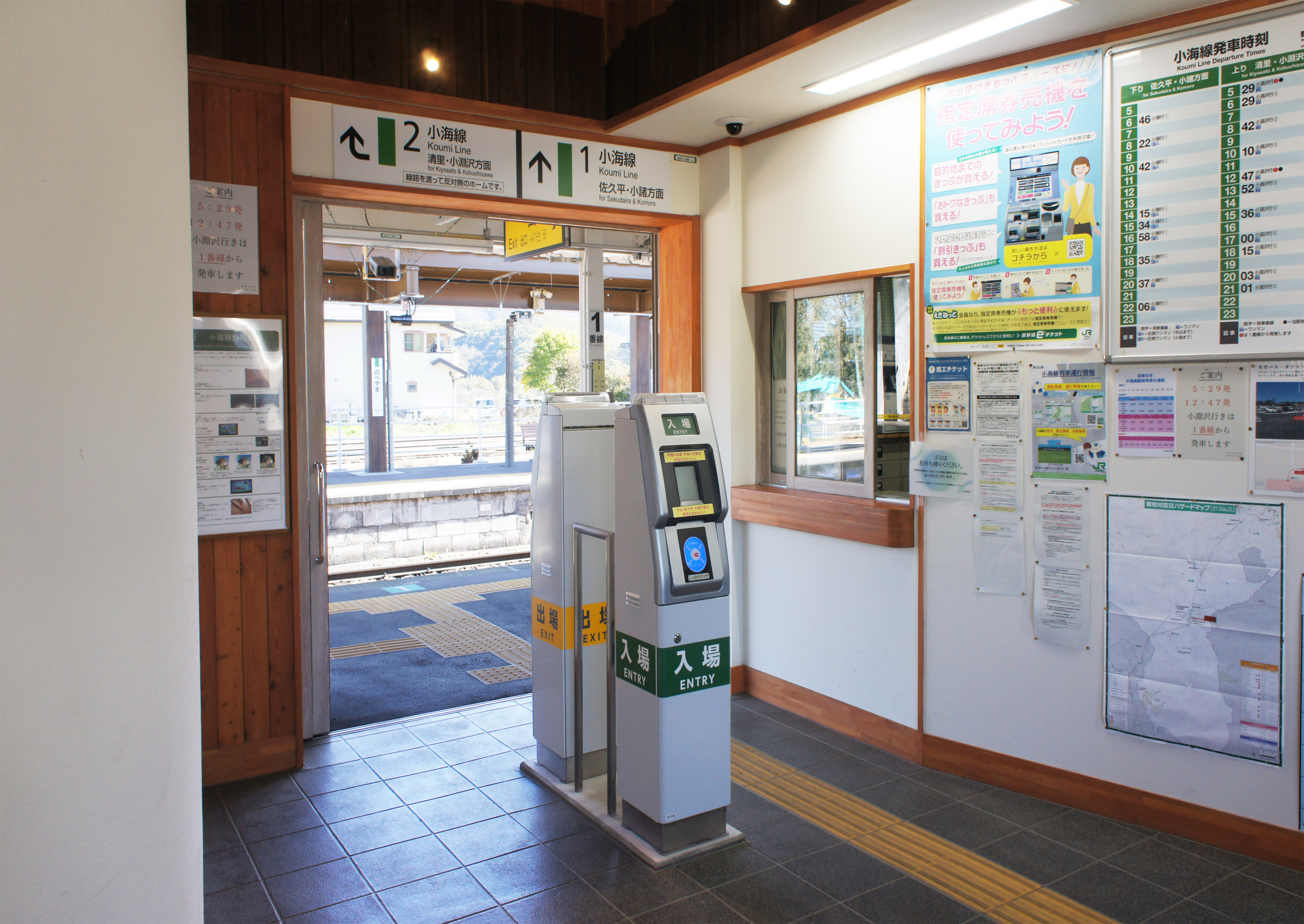
改札口（2021年10月）
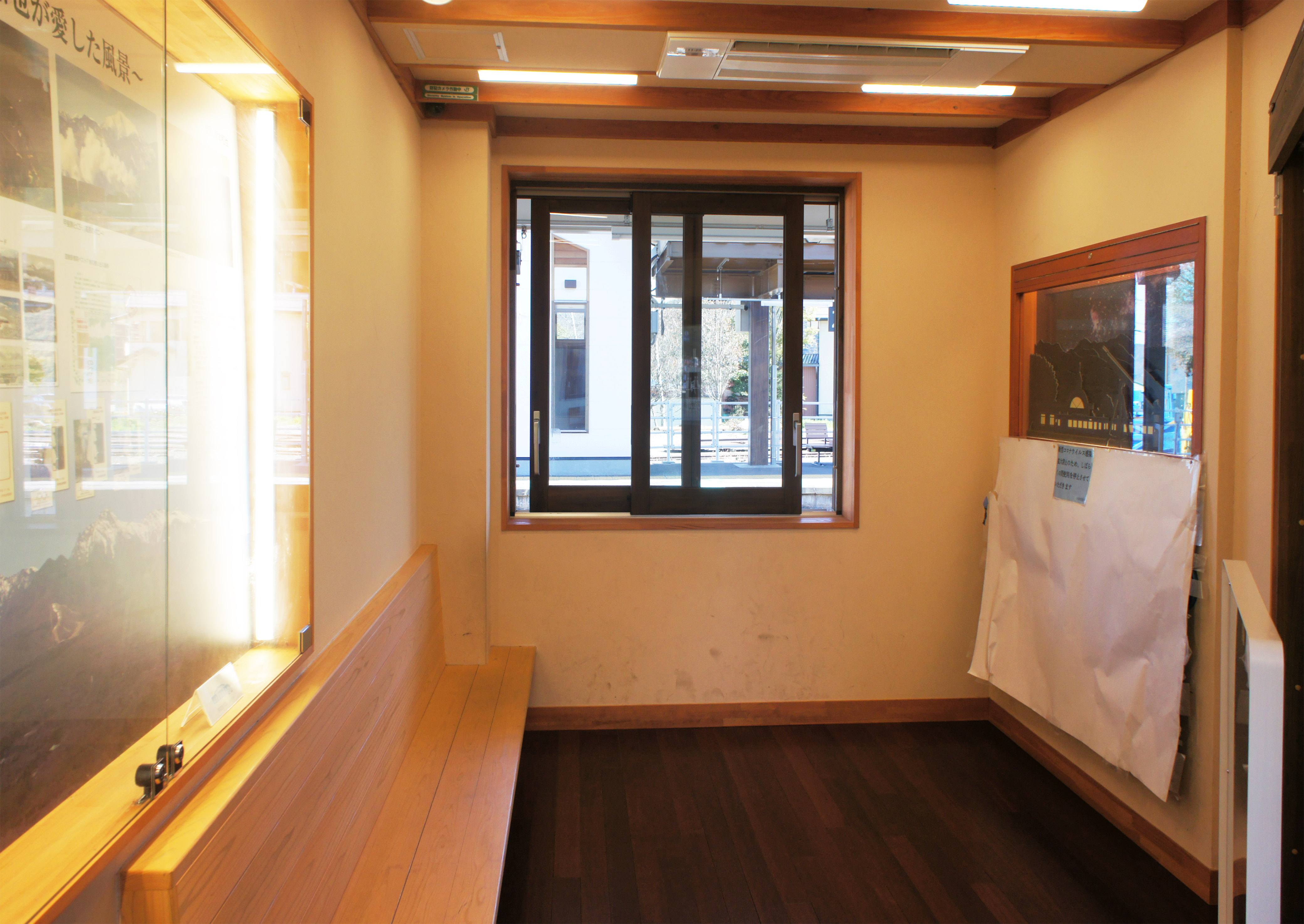
待合室（2021年10月）
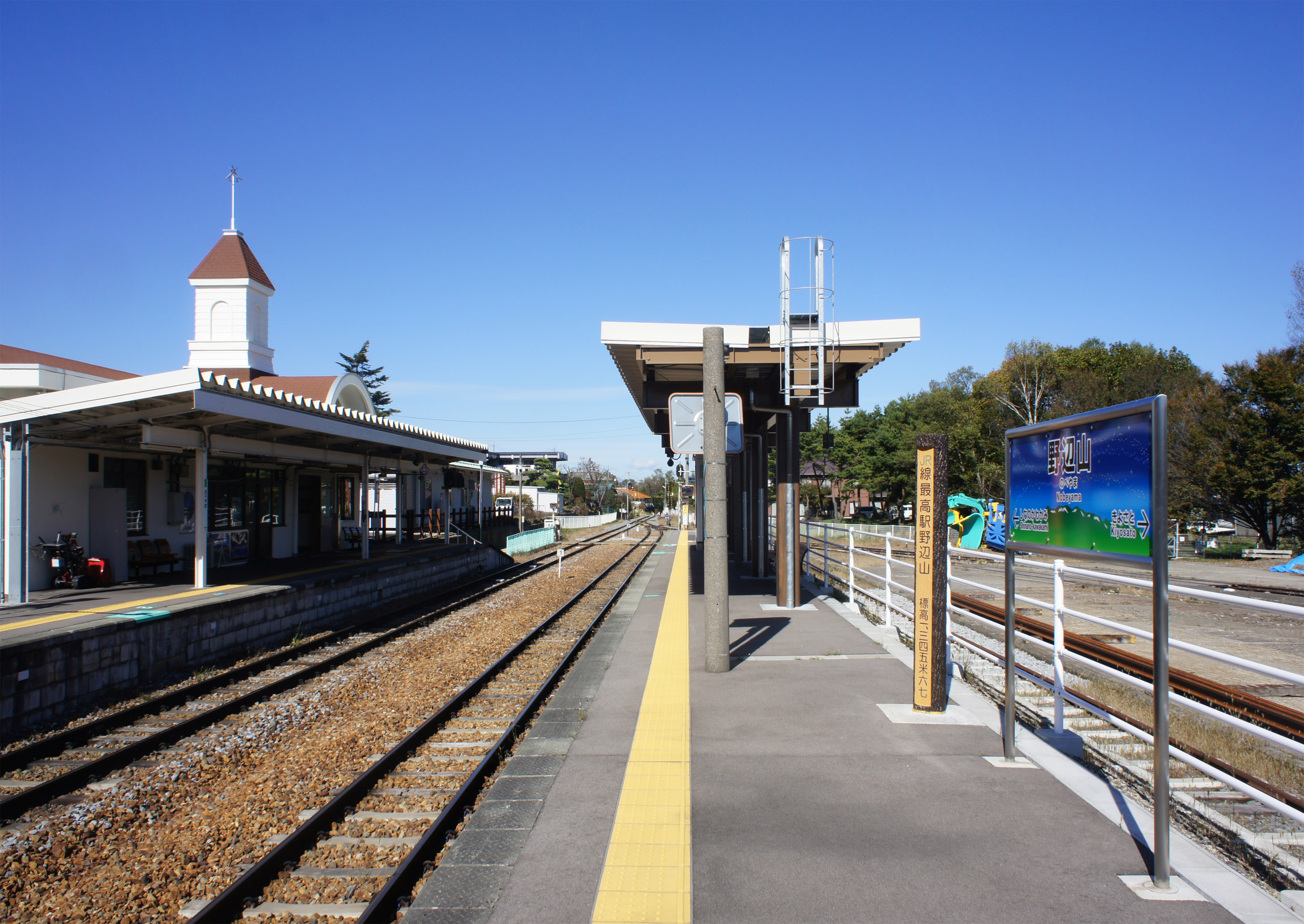
ホーム JR最高駅碑が設置されている。（2021年10月）
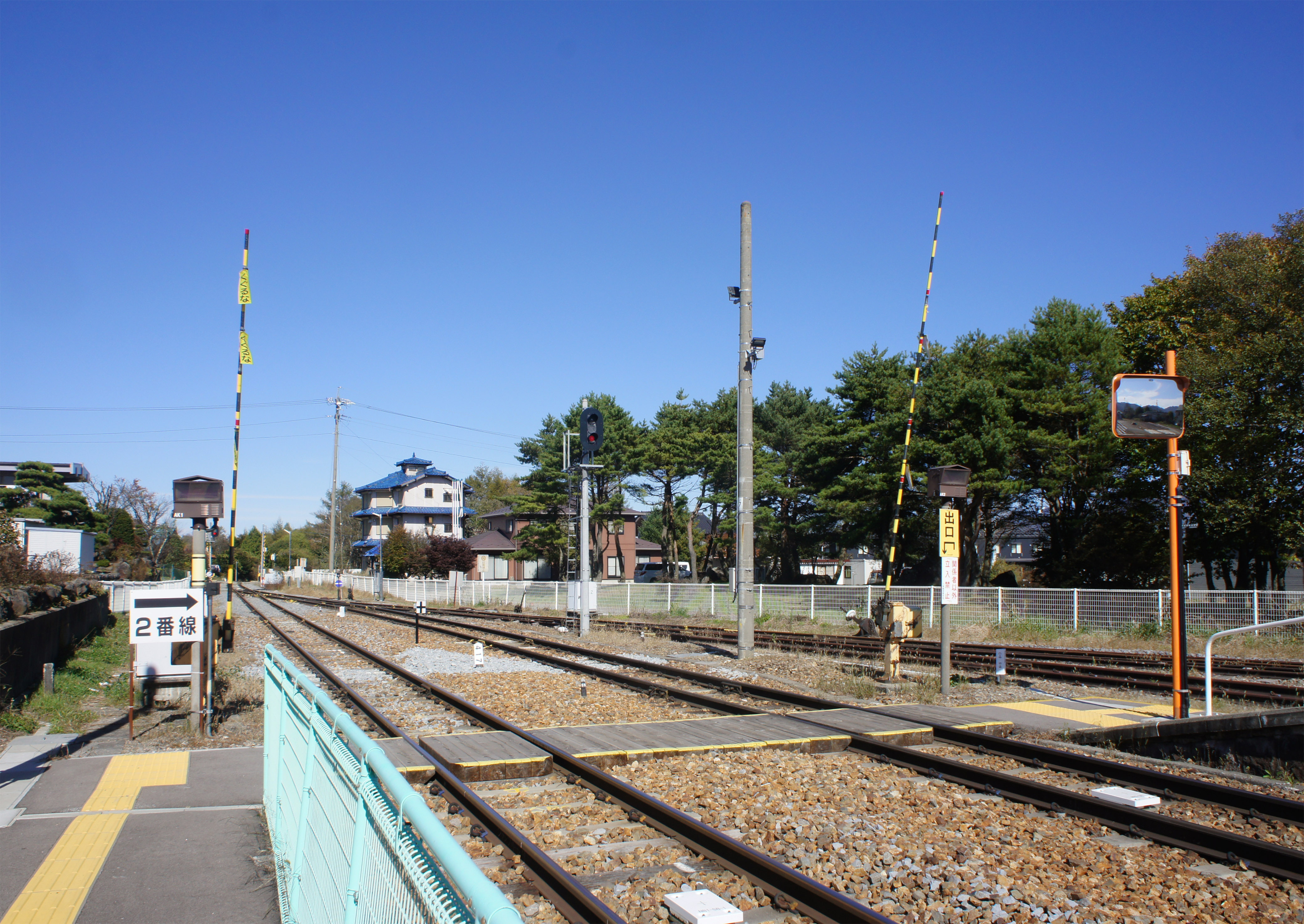
構内踏切（2021年10月）

## 利用状況
JR東日本によると、2023年度（令和5年度）の1日平均乗車人員は122人である。
2000年度（平成12年度）以降の推移は以下のとおりである。
| 1日平均乗車人員推移 | 1日平均乗車人員推移 | 1日平均乗車人員推移 | 1日平均乗車人員推移 | 1日平均乗車人員推移 |
| 年度                | 定期外              | 定期                | 合計                | 出典                |
| ------------------- | ------------------- | ------------------- | ------------------- | ------------------- |
| 2000年（平成12年）  |                     |                     | 242                 | [ 利用客数 2 ]      |
| 2001年（平成13年）  |                     |                     | 237                 | [ 利用客数 3 ]      |
| 2002年（平成14年）  |                     |                     | 236                 | [ 利用客数 4 ]      |
| 2003年（平成15年）  |                     |                     | 254                 | [ 利用客数 5 ]      |
| 2004年（平成16年）  |                     |                     | 224                 | [ 利用客数 6 ]      |
| 2005年（平成17年）  |                     |                     | 213                 | [ 利用客数 7 ]      |
| 2006年（平成18年）  |                     |                     | 210                 | [ 利用客数 8 ]      |
| 2007年（平成19年）  |                     |                     | 233                 | [ 利用客数 9 ]      |
| 2008年（平成20年）  |                     |                     | 244                 | [ 利用客数 10 ]     |
| 2009年（平成21年）  |                     |                     | 204                 | [ 利用客数 11 ]     |
| 2010年（平成22年）  |                     |                     | 197                 | [ 利用客数 12 ]     |
| 2011年（平成23年）  |                     |                     | 192                 | [ 利用客数 13 ]     |
| 2012年（平成24年）  | 142                 | 47                  | 189                 | [ 利用客数 14 ]     |
| 2013年（平成25年）  | 138                 | 47                  | 185                 | [ 利用客数 15 ]     |
| 2014年（平成26年）  | 133                 | 46                  | 180                 | [ 利用客数 16 ]     |
| 2015年（平成27年）  | 120                 | 44                  | 165                 | [ 利用客数 17 ]     |
| 2016年（平成28年）  | 126                 | 50                  | 177                 | [ 利用客数 18 ]     |
| 2017年（平成29年）  | 119                 | 46                  | 166                 | [ 利用客数 19 ]     |
| 2018年（平成30年）  | 116                 | 37                  | 153                 | [ 利用客数 20 ]     |
| 2019年（令和元年）  | 109                 | 35                  | 145                 | [ 利用客数 21 ]     |
| 2020年（令和02年）  | 38                  | 39                  | 78                  | [ 利用客数 22 ]     |
| 2021年（令和03年）  | 41                  | 42                  | 84                  | [ 利用客数 23 ]     |
| 2022年（令和04年）  | 64                  | 44                  | 108                 | [ 利用客数 24 ]     |
| 2023年（令和05年）  | 79                  | 43                  | 122                 | [ 利用客数 1 ]      |

## 駅周辺
- 国道141号
- 野辺山簡易郵便局
- シャトレーゼスキーバレー野辺山
- 国立天文台野辺山宇宙電波観測所

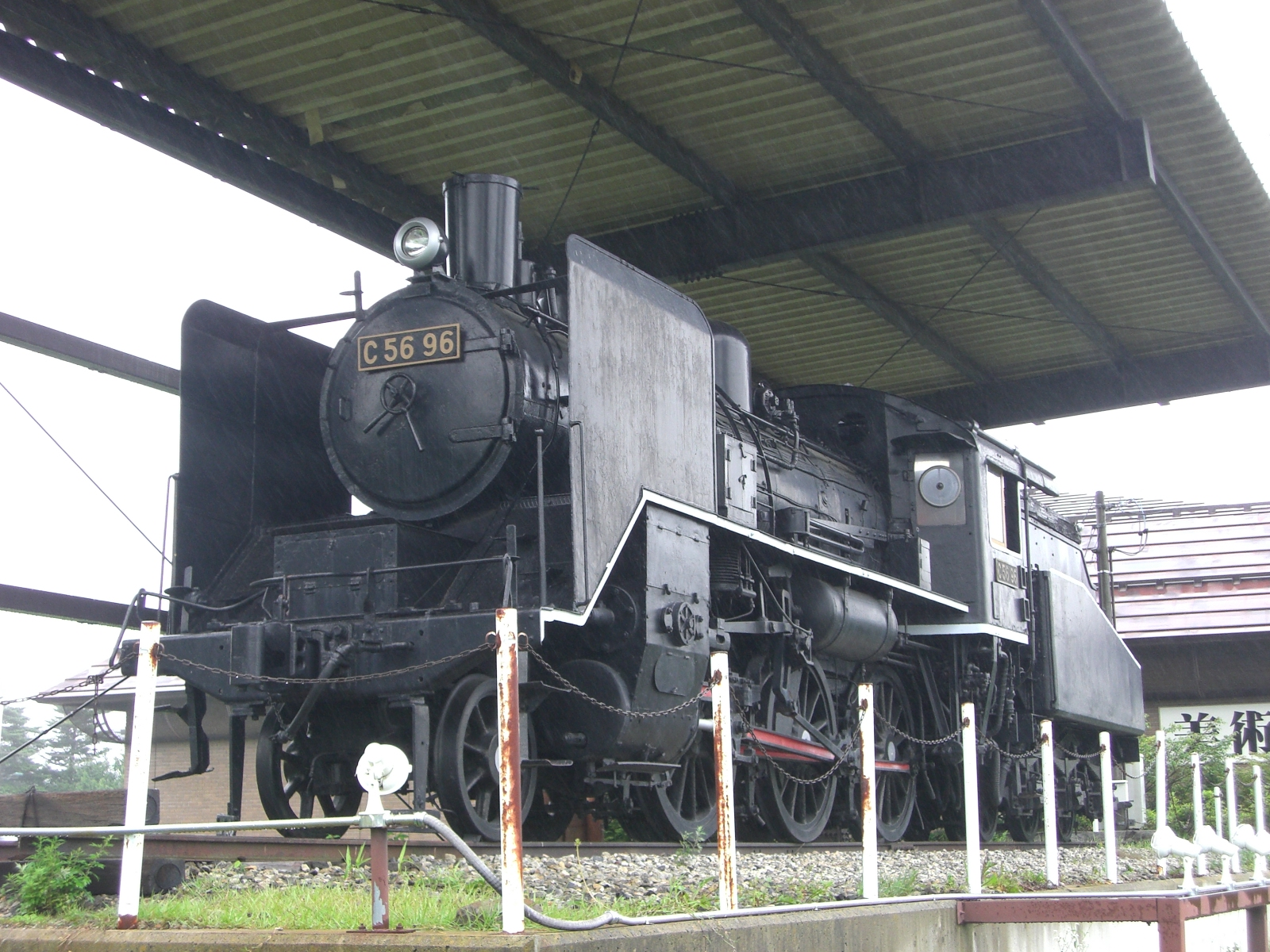
駅前「銀河公園」に保存されているC56 96

- 銀河公園 - かつて小海線を走り、廃車後はSLホテルに使用されたC56形96号機が保存展示されている[25]。
- 南牧村歴史民俗資料館[1]

## 隣の駅
※臨時快速「HIGH RAIL 1375」の隣の停車駅については、当該列車記事を参照のこと。
東日本旅客鉄道（JR東日本）
■小海線
清里駅 - *(臨) フォトデッキ駅 - 野辺山駅 - 信濃川上駅
*:打消線は廃駅

### 記事本文
1. 1 2 3 4  信濃毎日新聞社出版部『長野県鉄道全駅 増補改訂版』信濃毎日新聞社、2011年7月24日、158頁。ISBN 9784784071647。
2. 1 2  『JR全駅・全車両基地』 25頁
3. 1 2 3 4  “JR野辺山駅の窓口営業について（令和7年4月～）”.   南牧村観光協会 (2025年4月4日). 2025年4月4日時点のオリジナルよりアーカイブ。2025年4月4日閲覧。
4. 1 2  えきねっと（JR東日本）｜小海線 高原列車の旅｜旅どきnet（2011年11月20日閲覧）
5. ↑  長野県南牧村ホームページ　南牧村の日本一（2011年11月20日閲覧）
6. ↑  日本交通公社『旅程と費用（全改訂第2版）』日本交通公社、1960年、975頁。
7. 1 2 3  信濃毎日新聞社芦原伸、2023、『草軽電鉄物語　高原の記憶から』初版、信濃毎日新聞社 ISBN 4-425-76032-8 pp. 96
8. 1 2  『鉄道ピクトリアル』第33巻第7号、電気車研究会、1983年7月、117頁。
9. ↑  「野辺山駅の駅舎や敷地、南牧村が購入交渉へ JR東日本からの無人化打診受け」『信濃毎日新聞』2024年3月30日。オリジナルの2024年4月1日時点におけるアーカイブ。2024年4月1日閲覧。
10. ↑  大蔵省印刷局, ed (1935‐11-22). “鉄道省告示 第541号”. 官報 (国立国会図書館デジタルコレクション) (2668).
11. ↑  ヤスデの大群小海線止める 線路に十キロ、埋めつくす『朝日新聞』1976年（昭和51年）10月4日朝刊、13版、23面
12. 1 2  曽根悟（監修） 著、朝日新聞出版分冊百科編集部 編『週刊 歴史でめぐる鉄道全路線 国鉄・JR』 3号 飯田線・身延線・小海線、朝日新聞出版〈週刊朝日百科〉、2009年7月26日、27頁。
13. ↑  長野鉄道管理局 編『写真でつづる長野鉄道管理局の歩み』長野鉄道管理局、1987年3月10日、480頁。
14. 1 2  「高原の駅 装い新たに 小海線 野辺山駅の改築が完成」『交通新聞』交通協力会、1983年3月19日、2面。
15. ↑  石野哲 編『停車場変遷大事典 国鉄・JR編 II』（初版）JTB、1998年10月1日、201頁。ISBN 978-4-533-02980-6。
16. ↑  長野鉄道管理局 編『写真でつづる長野鉄道管理局の歩み』長野鉄道管理局、1987年3月10日、345頁。
17. 1 2  『Suicaの一部サービスをご利用いただける駅が増えます』（PDF）（プレスリリース）東日本旅客鉄道、2013年11月29日。オリジナルの2019年2月14日時点におけるアーカイブ。2020年3月24日閲覧。
18. ↑  “駅の情報（野辺山駅）：JR東日本”.   東日本旅客鉄道. 2018年10月22日時点のオリジナルよりアーカイブ。2018年10月22日閲覧。
19. 1 2  「小海線の清里、野辺山駅「みどりの窓口」31日で閉鎖」『産経新聞』2018年10月30日。オリジナルの2018年10月30日時点におけるアーカイブ。2018年10月30日閲覧。
20. ↑  「エコのモデルに野辺山駅整備 断熱や蓄熱 太陽光パネルも」『信濃毎日新聞』信濃毎日新聞社、2020年3月4日、21面。
21. ↑  「志望校に「入れ～る」!?　受験シーズン限定で験担ぎの「ハイレール神社」が登場　小海線駅」『信濃毎日新聞』信濃毎日新聞社、2022年12月23日。2023年12月14日閲覧。
22. ↑  “JR東日本路線図（関東・甲信越エリア）” (PDF).   東日本旅客鉄道. 2025年4月20日時点のオリジナルよりアーカイブ。2025年6月2日閲覧。
23. ↑  “駅の情報（野辺山駅）：JR東日本”.   東日本旅客鉄道. 2025年3月1日時点のオリジナルよりアーカイブ。2025年3月1日閲覧。
24. 1 2 3 4  “JR東日本：駅構内図・バリアフリー情報（野辺山駅）”.   東日本旅客鉄道. 2024年4月1日閲覧。
25. ↑  『JR全駅・全車両基地』 13頁

### 利用状況
1. 1 2  各駅の乗車人員（2023年度） - JR東日本
2. ↑  各駅の乗車人員（2000年度） - JR東日本
3. ↑  各駅の乗車人員（2001年度） - JR東日本
4. ↑  各駅の乗車人員（2002年度） - JR東日本
5. ↑  各駅の乗車人員（2003年度） - JR東日本
6. ↑  各駅の乗車人員（2004年度） - JR東日本
7. ↑  各駅の乗車人員（2005年度） - JR東日本
8. ↑  各駅の乗車人員（2006年度） - JR東日本
9. ↑  各駅の乗車人員（2007年度） - JR東日本
10. ↑  各駅の乗車人員（2008年度） - JR東日本
11. ↑  各駅の乗車人員（2009年度） - JR東日本
12. ↑  各駅の乗車人員（2010年度） - JR東日本
13. ↑  各駅の乗車人員（2011年度） - JR東日本
14. ↑  各駅の乗車人員（2012年度） - JR東日本
15. ↑  各駅の乗車人員（2013年度） - JR東日本
16. ↑  各駅の乗車人員（2014年度） - JR東日本
17. ↑  各駅の乗車人員（2015年度） - JR東日本
18. ↑  各駅の乗車人員（2016年度） - JR東日本
19. ↑  各駅の乗車人員（2017年度） - JR東日本
20. ↑  各駅の乗車人員（2018年度） - JR東日本
21. ↑  各駅の乗車人員（2019年度） - JR東日本
22. ↑  各駅の乗車人員（2020年度） - JR東日本
23. ↑  各駅の乗車人員（2021年度） - JR東日本
24. ↑  各駅の乗車人員（2022年度） - JR東日本